# الیسیوم (فیلم)
الیسیوم (به انگلیسی: Elysium) یا تبعیض فیلمی در ژانر علمی‌تخیلی محصول آمریکا به کارگردانی نیل بلومکمپ می‌باشد. فیلمبرداری این فیلم در ژوئن ۲۰۱۱ شروع و در سال ۲۰۱۳ میلادی اکران شد. مت دیمون و جودی فاستر در این فیلم ایفای نقش کردند. نام فیلم اشاره ای به الیسیوم که همان بهشت در افسانه‌های یونان باستان است، دارد.
فیلم به طور کلی نقدهای مثبتی دریافت کرد و در زمینه تیم بازیگری و جلوه‌های بصری تحسین شد.

## موضوع
در اواخر قرن بیست و یکم زمین به دلیل آلودگی و جمعیت بسیار زیاد رو به نابودی می‌رود و تا سال ۲۱۵۴ ثروتمندان زمین را ترک کرده در یک اقامتگاه فضایی بسیار بزرگ و مصنوعی به نام آلفا زندگی می‌کنند که در مداری به دور زمین می‌چرخد و از روی زمین قابل مشاهده است. این شهر یا اقامتگاه از لحاظ تکنولوژی بسیار پیشرفته است. زمین تبدیل به یک ویرانه شده و مردم امکانات درمانی و رفاهی زیادی ندارند. مکس (مت دیمون) در زمین زندگی می‌کند و در یک کارخانه ربات سازی که متعلق به یکی از شهروندان آلفا است کار می‌کند. مکس در هنگام کار در کارخانه ربات‌سازی به‌طور اتفاقی در معرض رادیواکتیو شدید قرار می‌گیرد و به او گفته می‌شود که فقط ۵ روز بیشتر زنده نخواهد ماند، تنها راه علاج او دستگاهی پیشرفته است، چیزی مانند «اتاقک شفابخش» که قادر به درمان همه بیماری‌ها و حتی بازسازی بافت‌های آسیب دیده‌است. این دستگاه فقط برای ساکنان آلفا است و حالا او برای اینکه درمان شود چاره ای جز رفتن به آلفا ندارد.

## شرح داستان
در سال ۲۱۵۴، زمین بر اثر بوم‌کشی دچار جمعیت بیش از حد، بیماری و آلودگی شدید شده و شهروندان آن در فقر مطلق زندگی می‌کنند. در مقابل، ثروتمندان و قدرتمندان در «الیزیوم» زندگی می‌کنند، ایستگاهی فضایی در مدار نزدیک زمین که دارای امکانات لوکسی چون دستگاه‌های پزشکی «مد-بی» است؛ تجهیزاتی که توان درمان هر بیماری یا ناتوانی را دارند.
در لس‌آنجلس، «اسپایدر»، یک هکر، عملیات قاچاق انسان به الیزیوم را از طریق شاتل فضایی هدایت می‌کند. «دلاکورت»، وزیر دفاع الیزیوم، مأمور جلوگیری از ورود غیرقانونی به ایستگاه است. او مزدوری به نام «کروگر» را مأمور شلیک به شاتل‌های اسپایدر می‌کند. اما رئیس‌جمهور الیزیوم، «پاتل»، به‌دلیل روش‌های غیرقانونی دلاکورت، او را توبیخ و تهدید به برکناری می‌کند. سپس کروگر را نیز از خدمت معاف می‌کند. در واکنش، دلاکورت به مدیرعامل شرکت آرمادین، «کارلایل»، پیشنهاد می‌دهد در ازای نوشتن برنامه‌ای برای کودتا و نصب دلاکورت به‌عنوان رئیس‌جمهور، قراردادهای نظامی دائمی دریافت کند. کارلایل این برنامه را می‌نویسد و آن را در مغزش ذخیره می‌کند.
روی زمین، «مکس دا کوستا»، که به‌تازگی از حبس مشروط آزاد شده، در شرکت آرمادین مشغول کار است که در حادثه‌ای دوز مرگباری از پرتوگیری دریافت می‌کند. او تنها دارویی برای کاهش عوارض جانبی می‌گیرد و به او گفته می‌شود که فقط پنج روز دیگر زنده خواهد بود. پس از اخراج، مکس و دوستش «خولیو» به اسپایدر مراجعه می‌کنند و مکس قول می‌دهد که در صورت موفقیت در سرقت اطلاعات از یکی از شهروندان الیزیوم، اسپایدر او را با شاتل به آنجا ببرد تا با استفاده از مد-بی درمان شود. مکس هدف را رئیس سابقش، کارلایل، انتخاب می‌کند. با توجه به وضعیت رو به وخامت مکس، اسپایدر با جراحی، اسکلت خارجی پیشرفته‌ای به او پیوند می‌زند.
مکس و خولیو شاتل کارلایل را سرنگون می‌کنند. در درگیری با ربات‌های امنیتی، کارلایل به‌سختی زخمی می‌شود و می‌میرد. مکس و خولیو موفق به استخراج برنامه از مغز او می‌شوند، اما اطلاعات به‌طور غیرمنتظره‌ای به‌شکل رمزگذاری‌شده قفل می‌شود. دلاکورت برای بازیابی داده‌ها، کروگر و تیم عملیات ویژه را اعزام می‌کند. کروگر خولیو را می‌کشد، اما مکس با کپی داده‌ها فرار می‌کند. با مرگ کارلایل، امکان بازیابی مجدد برنامه از مغزش از بین می‌رود.
مکس نزد دوست دوران کودکی‌اش، «فری»، که پرستار است و دختری مبتلا به لوکمیا دارد، می‌رود. پس از پانسمان زخم‌ها، مکس نزد اسپایدر بازمی‌گردد و درمی‌یابد داده‌های داخل مغزش می‌تواند سامانهٔ اصلی الیزیوم را بازنشانی کند. دلاکورت تمام پروازها به سوی الیزیوم را ممنوع می‌کند و اسپایدر دیگر نمی‌تواند مکس را منتقل کند. مکس با عصبانیت می‌رود، ولی اسپایدر پنهانی ردیاب روی او نصب می‌کند. پس از آنکه کروگر فری و دخترش را می‌رباید، مکس نزد او می‌رود و در ازای استفاده از مد-بی، پیشنهاد انتقال داده‌ها را می‌دهد. کروگر می‌پذیرد و دلاکورت ممنوعیت پرواز را لغو می‌کند تا گروه بتواند به الیزیوم برود. در پرواز، مکس و کروگر بر سر داده‌ها درگیر می‌شوند و نارنجکی در صورت کروگر منفجر شده و باعث سقوط شاتل می‌شود. شاتل روی الیزیوم سقوط می‌کند و مکس بازداشت شده و نزد دلاکورت برده می‌شود. او دستور استخراج داده‌ها را می‌دهد، اما مکس فرار کرده و برای نجات فری به اتاق تسلیحات می‌رود. کروگر که با مد-بی احیا شده، دلاکورت را به‌شدت زخمی می‌کند و از مردانش می‌خواهد سیاستمداران ایستگاه را قتل‌عام کنند. او با اسکلت خارجی پیشرفته‌تری، به‌دنبال مکس می‌رود تا پروتکل را خودش اجرا کند.
اسپایدر وارد الیزیوم می‌شود و مکس را پیدا می‌کند. مکس از او می‌خواهد افرادش از فری محافظت کرده و دخترش را برای درمان به مد-بی برسانند. آن‌ها به مرکز رایانه‌ای می‌رسند، اما با کروگر مواجه می‌شوند. درگیری سختی بین مکس و کروگر درمی‌گیرد که در نهایت مکس موفق می‌شود ارتباط کروگر را با اسکلتش قطع کند. کروگر سعی می‌کند با نارنجک آن‌ها را بکشد، اما مکس او را از لبه پرت می‌کند و انفجار، او را می‌کشد. اسپایدر مکس را به رایانه متصل می‌کند، اما انتقال داده‌ها به قیمت جان مکس تمام می‌شود. مکس با فری خداحافظی می‌کند و انتقال را آغاز می‌کند. مرگ او باعث بازنشانی سامانهٔ الیزیوم می‌شود و فری می‌تواند دخترش را درمان کند. پلیس رباتیک از راه می‌رسد ولی نمی‌تواند اسپایدر را بازداشت کند، زیرا همهٔ ساکنان زمین اکنون شهروند الیزیوم شمرده می‌شوند. شاتل‌های پزشکی مجهز به مد-بی به‌سوی زمین فرستاده می‌شوند تا همهٔ نیازمندان را درمان کنند.

## بازیگران
- مت دیمون در نقش مکس
- جودی فاستر در نقش وزیر دفاع الیسیوم به نام جسیکا دلاکورت
- دیه‌گو لونا خولیو
- شارلتو کوپلی نماینده ام.کروگر
- آلیس براگا در نقش فری سانتیاگو
- ویلیام فیکنر در نقش جان
- واگنر مورا در نقش اسپایدر
- خوزه پابلو کانتیلو در نقش ساندرو
- آدریان هولمز در نقش مانوئل